# Mesoleius tricoloripes
Mesoleius tricoloripes là một loài tò vò trong họ Ichneumonidae.